# Gaietà Freixa i Puig
Gaietà Freixa i Puig   (Berga, 12 de desembre de 1812 - Barcelona, 6 de setembre de 1897) fou un guàrdia civil i militar carlí català.

## Biografia
Amb 20 anys va ingressar a l'Exèrcit amb el grau de sotstinent d'Infanteria i va lluitar contra els carlins durant la primera guerra carlina, arribant a obtenir el grau de capità. Es va distingir en les accions de Sant Jaume de Frontanyà, de Castellar de n'Hug i de Sant Maurici de la Quar.
L'any 1843 va aconseguir el grau de comandant i el 1844 va ser nomenat segon capità de la Guàrdia Civil; va servir com a tal a Terol, Catalunya i Valladolid. Va ascendir a 1853 a primer capità de la Guàrdia Civil, amb la categoria de comandant d'Exèrcit, i fou destinat a Barcelona.
El 1856 se li va concedir el grau de coronel; va ser promogut a comandant de la Guàrdia Civil el 1858, a tinent coronel el 1863, a coronel el 1869, i el 1873 comptava ja amb les plaques de les reals i militars ordres de Sant Hermenegild i del Mèrit Militar i amb els encàrrecs del Reial i distingit Ode de Carles III i del Reial i Americà Ode d'Isabel la Catòlica.
El 22 de juliol de 1873, durant la tercera guerra carlina, el coronel Freixa va sortir de Barcelona al capdavant de 250 guàrdies civils d'Infanteria i 50 de Cavalleria, amb intenció d'unir-se a l'exèrcit d'Alfons de Borbó i d'Àustria-Este (germà del pretendent Don Carles). A la Palma de Cervelló va informar a la seva tropa del motiu de la sortida. Van continuar cap a Corbera, però la major part de la força va desertar i Freixa només va poder incorporar cinc oficials i alguns guàrdies civils al camp carlista. Aquest succés va tenir molta ressonància.
Freixa va ser ascendit a brigadier i agregat a l'Estat Major de Don Alfons, i amb el general en cap carlí va prendre part en els combats de Caldes de Montbui, Balsareny, Casserres, Tortellà, Balaguer, Montejurra, Terol i Conca, obtenint successivament la Gran Creu Roja del Reial Orde del Mèrit Militar i l'ascens a mariscal de camp, el 12 d'abril de 1874. Al febrer de l'any següent el general Freixa va ser nomenat vocal del Consell Suprem carlista de la Guerra, i va romandre amb aquest càrrec ja en la zona carlina del Nord a les províncies vascongades i Navarra.
En concloure la guerra va emigrar a França. Va tornar a Espanya l'any 1879 i va fixar la seva residència a Barcelona, on va morir el 6 de setembre de 1897.